# Cladonia anaemica
Cladonia anaemica (Nyl.) Ahti (2000) è una specie di lichene appartenente al genere Cladonia, dell'ordine Lecanorales.
Il nome proprio deriva dal greco ἀναιμία, cioè anaimìa, che significa mancanza di sangue, probabilmente ad indicare il colore sbiadito dei soredi, di norma di colore rosso vivo.

## Caratteristiche fisiche
Il fotobionte è principalmente un'alga verde delle Trentepohlia.

## Habitat
Si trova prevalentemente su rocce, a rivestimento di pendii.

## Località di ritrovamento
La specie è stata rinvenuta nelle seguenti località:
- Uruguay (Cerro de Los Rochas, 59 km ad E di Rocha) [3]

## Tassonomia
Questa specie appartiene alla sezione Cocciferae; a tutto il 2008 non sono state identificate forme, sottospecie e varietà.